# Lisskulla Jobs
Lisskulla Karin Jobs Berglund, tidigare Karin Helfrid Berglund, född Jobs 25 juni 1906 i Leksands socken, död 15 augusti 1996 i Västanvik i samma socken, var en svensk skådespelare.

## Biografi
Jobs studerade vid Dramatens elevskola 1924–1927 och engagerades därefter vid Dramaten. Hon var sedan engagerad vid olika teatrar för att 1956 engageras vid Göteborgs stadsteaters fasta ensemble. Under Göteborgsåren hade hon 52 roller på stadsteatern. Hon flyttade till Stockholm 1971 och senare till Leksand.
Hon filmdebuterade 1925 i Olof Molanders Damen med kameliorna och kom att medverka i ett 25-tal filmer.
Från 1931 var hon gift med skådespelaren Björn Berglund (1904–1968). De är begravda på Örgryte nya kyrkogård i Göteborg. Hon var vid sin död folkbokförd som Lisskulla Karin Jobs Berglund men tidigare som Karin Helfrid Berglund. Hon var dotter till Anders Jobs och Elisabet Wisén-Jobs samt syster till Gocken Jobs, Gitt, Peer och Lisbet Jobs, och genom den sistnämnda var hon svägerska till Lille Bror Söderlundh och moster till Michael Söderlundh.

## Filmografi
- 1925 – Damen med kameliorna
- 1925 – Ingmarsarvet
- 1928 – Parisiskor
- 1929 – Hjärtats triumf
- 1933 – Djurgårdsnätter
- 1934 – Marodörer
- 1938 – Baldevins bröllop
- 1942 – Himlaspelet
- 1942 – Sol över Klara
- 1943 – Kungsgatan
- 1943 – Anna Lans
- 1945 – Brott och Straff
- 1945 – Moderskapets kval och lycka
- 1945 – Änkeman Jarl
- 1946 – Kvinnor i väntrum
- 1946 – Eviga länkar
- 1946 – Ebberöds bank
- 1947 – Den långa vägen
- 1949 – Singoalla
- 1950 – Två trappor över gården
- 1951 – Guld i gröna skogar
- 1957 – Vägen genom Skå
- 1962 – Måsarna
- 1962 – Sankt Antonius underverk
- 1968 – Den gyllene porten
- 1972 – Rävspel (TV-serie)
- 1974 – Erik XIV
- 1982 – Oldsmobile
- 1983 – Farmor och vår Herre (TV-serie)
- 1986 – Bödeln och skökan
- 1990 – Den svarta cirkeln (TV-serie)

## Teater

### Roller (ej komplett)
| År   | Roll                         | Produktion                                                                       | Regi                     | Teater                                              |
| ---- | ---------------------------- | -------------------------------------------------------------------------------- | ------------------------ | --------------------------------------------------- |
| 1926 | Joyce Traill                 | Jokern H. Marsh Harwood                                                          | Olof Molander            | Dramaten                                            |
| 1926 | Frida                        | Henrik IV Luigi Pirandello                                                       | Gustaf Linden            | Dramaten                                            |
| 1927 | Solveig                      | Peer Gynt Henrik Ibsen                                                           | Olof Molander            | Dramaten                                            |
| 1927 | Adrienne                     | Markisinnan Noel Coward                                                          | Karl Hedberg             | Dramaten                                            |
| 1929 | Miss Alvarez                 | S.k. kärlek Edwin J. Burke                                                       | Harry Roeck-Hansen       | Djurgårdsteatern                                    |
| 1931 | Hovdam                       | Lilla Katarina (La Petite Catherine) Alfred Savoir                               | Ernst Eklund             | Komediteatern                                       |
| 1935 |                              | Vi måste gifta bort mamma Neil Grant                                             | Alice Eklund             | Komediteatern                                       |
| 1935 | Geneviéve Lang               | Tonvikt på ungdomen Samson Raphaelson                                            | Ernst Eklund             | Komediteatern                                       |
| 1935 |                              | Nöddebo prästgård Elith Reumert                                                  | Gösta Terserus           | Komediteatern                                       |
| 1936 | Isabel                       | Spökdamen Calderon de la Barca                                                   | Olof Molander            | Dramaten                                            |
| 1937 | En sjöjungfru Elin, Evas mor | Eva gör sin barnplikt Kjeld Abell                                                | Rune Carlsten            | Dramaten                                            |
| 1937 | Berly                        | Vår ära och vår makt Nordahl Grieg                                               | Alf Sjöberg              | Dramaten                                            |
| 1937 | Myra Arundel                 | Höfeber Noël Coward                                                              | Alf Sjöberg              | Dramaten                                            |
| 1938 | Olga, manikyrist             | Kvinnorna Clare Boothe Luce                                                      | Rune Carlsten            | Dramaten                                            |
| 1938 | Vera                         | En sån dag! Dodie Smith                                                          | Rune Carlsten            | Dramaten                                            |
| 1939 | Lou Lou                      | Vi tjuvar (Fric-Frac) Édouard Bourdet                                            | Sandro Malmquist         | Nya Teatern                                         |
| 1941 |                              | Egelykke Kaj Munk                                                                | Ernst Eklund             | Oscarsteatern                                       |
| 1944 | Tora                         | Mans kvinna Vilhelm Moberg                                                       | Per Lindberg Gösta Folke | Vasateatern                                         |
| 1944 | Franzie Schmidt              | Det evigt manliga Philip Barry                                                   | Harry Roeck-Hansen       | Blancheteatern                                      |
| 1946 | Henriette Löwenflycht        | Av hjärtans lust Karl Ragnar Gierow                                              | Lars-Levi Læstadius      | Helsingborgs stadsteater                            |
| 1946 | Jennie                       | Eklöv och lavendel Seán O'Casey                                                  | Lars-Levi Læstadius      | Helsingborgs stadsteater                            |
| 1946 | Arbetarhustru 1              | Den ljusnande tid Alf Henrikson                                                  | Lars-Levi Læstadius      | Helsingborgs stadsteater                            |
| 1947 | Tekla                        | Fordringsägare August Strindberg                                                 | Elsa Widborg             | Helsingborgs stadsteater                            |
| 1947 | Elise Gjör                   | Kranes konditori Cora Sandel                                                     | Lars-Levi Læstadius      | Helsingborgs stadsteater                            |
| 1947 | Doktorinnan Lycksell         | Han träffas inte här Gustaf Hellström                                            | Ernst Eklund             | Blancheteatern Senare flyttad till Lisebergsteatern |
| 1948 | Mme Loiseau                  | Fettpärlan Gösta Sjöberg                                                         | Harry Roeck-Hansen       | Blancheteatern                                      |
| 1950 | Letty                        | Äktenskapsbrott (Breach of Marriage) Dan Sutherland                              | Per-Axel Branner         | Nya Teatern                                         |
| 1951 | Fru Galuchon                 | Clérambard Marcel Aymé                                                           | Per-Axel Branner         | Nya Teatern                                         |
| 1951 |                              | Kära Ruth Norman Krasna                                                          | Ernst Eklund             | Lisebergsteatern                                    |
| 1951 | Fru Chantrel                 | Familjens ära Louis Verneuil                                                     | Thore Wallengren         | Norrköping-Linköping stadsteater                    |
| 1952 | Alice Winter                 | Familjens vita får (The White Sheep of the Family) L. du Garde Peach och Ian Hay | Per-Axel Branner         | Nya Teatern Folkparksturné                          |
| 1959 |                              | Plötsligt i somras Tennessee Williams                                            | Staffan Aspelin          | Göteborgs stadsteater                               |
| 1959 | Lady Matheson                | Vid skilda bord Terence Rattigan                                                 | Åke Falck                | Göteborgs stadsteater                               |
| 1959 |                              | Gisslan Brendan Behan                                                            | Staffan Aspelin          | Göteborgs stadsteater                               |
| 1962 |                              | Kattorna Walentin Chorell                                                        | Staffan Aspelin          | Göteborgs stadsteater                               |
| 1963 |                              | Orkestern Jean Anouilh                                                           | Herman Ahlsell           | Göteborgs stadsteater                               |

## Radioteater

### Roller
| År   | Roll                | Produktion            | Regi               |
| ---- | ------------------- | --------------------- | ------------------ |
| 1941 | Maj-Britt Lundqvist | John Blundqvist Berco | Carl-Otto Sandgren |

### Fotnoter
1. 1 2  Sveriges dödbok 1901–2009
2. 1 2 3  ”Lisskulla Jobs”. Svensk Filmdatabas. http://sfi.se/sv/svensk-filmdatabas/Item/?type=PERSON&itemid=58788&iv=OVERVIEW. Läst 18 augusti 2012.
3. ↑  Minnesord i Svenska Dagbladet 22 augusti 1996 sid.26 av Uno Myggan Ericson
4. ↑  Sveriges befolkning 1970
5. ↑  Dramaten.se 10 augusti 2019: Första gången Dramaten spelade Peer Gynt, läst 1 juli 2025
6. ↑  ”Scen och Film”. Dagens Nyheter:  s. 12. 30 maj 1929. http://arkivet.dn.se/arkivet/tidning/1929-05-30/144/12. Läst 2 januari 2016.
7. ↑  ”Teater Musik Film: Genrep”. Dagens Nyheter:  s. 14. 18 november 1931. https://arkivet.dn.se/tidning/1931-11-18/314/14. Läst 17 augusti 2025.
8. ↑  Bo Bergman (11 september 1935). ”Lustspelspremiär på Komediteatern”. Dagens Nyheter:  s. 1. http://arkivet.dn.se/arkivet/tidning/1935-09-11/247/1. Läst 8 januari 2016.
9. ↑  Bo Bergman (27 oktober 1935). ”Tonvikt på ungdomen”. Dagens Nyheter:  s. 1. http://arkivet.dn.se/arkivet/tidning/1935-10-27/293/1. Läst 8 januari 2016.
10. ↑  ”Teater Musik Film”. Dagens Nyheter:  s. 9. 24 december 1935. http://arkivet.dn.se/arkivet/tidning/1935-12-24/351/9. Läst 27 december 2015.
11. ↑  ”Vi tjuvar”. Musik- och Teaterbiblioteket. https://calmview.musikverk.se/CalmView/Record.aspx?src=CalmView.Performance&id=PERF13871&pos=771. Läst 3 mars 2025.
12. ↑  Svenska Dagbladets årsbok 1941 s. 202
13. ↑  Petterson, Hjördis; Kretz Inga Maria (1983). Rosor & ruiner. Stockholm: Prisma. sid. 182. Libris 7407145. ISBN 91-518-1680-6
14. ↑  ”Det evigt manliga”. Musikverket. http://calmview.musikverk.se/CalmView/Record.aspx?src=CalmView.Performance&id=PERF22225&pos=131. Läst 24 april 2016.
15. ↑  ”Han träffas inte här!”. Musikverket. http://calmview.musikverk.se/CalmView/Record.aspx?src=CalmView.Performance&id=PERF22237&pos=145. Läst 24 april 2016.
16. ↑  ”Fettpärlan”. Musikverket. http://calmview.musikverk.se/CalmView/Record.aspx?src=CalmView.Performance&id=PERF22239&pos=147. Läst 24 april 2016.
17. ↑  ”Nina”. Musik- och Teaterbiblioteket. https://calmview.musikverk.se/CalmView/Record.aspx?src=CalmView.Performance&id=PERF14147&pos=995. Läst 31 maj 2025.
18. ↑  Ebbe Linde (25 maj 1950). ”Diskussionspjäs på Nyan”. Dagens Nyheter:  s. 11. https://arkivet.dn.se/tidning/1950-05-25/11161-138/11. Läst 31 maj 2025.
19. ↑  ”Clérambard”. Musik- och Teaterbiblioteket. https://calmview.musikverk.se/CalmView/Record.aspx?src=CalmView.Performance&id=PERF14173&pos=836. Läst 12 juli 2025.
20. ↑  ”Familjens vita får”. Musik- och Teaterbiblioteket. https://calmview.musikverk.se/CalmView/Record.aspx?src=CalmView.Performance&id=P12080&pos=839. Läst 12 juli 2025.
21. ↑  ”Tidningsnotis”. Dagens Nyheter:  s. 20. 1 februari 1959. https://arkivet.dn.se/tidning/1959-02-01/30/20. Läst 26 september 2020.
22. ↑  Barbro Hähnel (8 maj 1959). ”Brendan Rattigans 'Vid skilda bord' på Göteborgs stadsteater”. Dagens Nyheter:  s. 9. https://arkivet.dn.se/tidning/1959-05-08/122/9. Läst 26 september 2020.
23. ↑  Ebbe Linde (28 augusti 1959). ”Brendan Behans 'Gisslan'”. Dagens Nyheter:  s. 14. https://arkivet.dn.se/tidning/1959-08-28/232/14. Läst 26 september 2020.
24. ↑  ”Elva kattor i Göteborg”. Dagens Nyheter:  s. 10. 10 augusti 1962. https://arkivet.dn.se/tidning/1962-08-10/214/10. Läst 26 september 2020.
25. ↑  Ebbe Linde (1 december 1963). ”Mästare och mästerlärjunge”. Dagens Nyheter:  s. 30. https://arkivet.dn.se/tidning/1963-12-01/327/30. Läst 26 september 2020.
26. ↑  ”Radioprogrammet”. Dagens Nyheter:  s. 22. 27 juni 1941. http://arkivet.dn.se/arkivet/tidning/1941-06-27/170/22. Läst 29 januari 2016.